# .25 Remington
El .25 Remington o .25 Remington Auto-Loading es un cartucho de rifle desarrollado en Estados Unidos para ser utilizado con pólvora sin humo y que se empleaba para cazar venados y osos negros .
El cartucho .25 Remington data de 1906 y fue introducido por Remington para ser usado en el rifle semiautomático Remington Modelo 8 . Otros rifles con recámara para el .25 Remington incluyeron el Remington 14 de bomba, el Remington 30 de cerrojo, el Stevens 425 de palanca y los rifles Standard Arms . Debido a que sus dimensiones son similares, el .25 Remington, el .30 Remington y el .32 Remington juntos se conocían como la serie de cartuchos Remington Rimless que competían disrectamente en la época con los cartuchos de Winchester Repeating Arms Company : .25-35 Winchester, .30-30 y .32 Winchester Special .
El casquillo del .25 Remington fue ajustado para alojar un proyectil calibre .22 y formar el .22 Kilbourn Magnum Junior de Lysle Kilbourn y la versión sin anillo del .22 Chucker de Leslie Lindahl.
Harvey Donaldson también usó el estuche .25 Remington en los ensayos que resultaron en la creación del .219 Donaldson Wasp . Donaldson luego cambió su experimentación a Winchester .219 Zipper después del lanzamiento de ese cartucho en 1937.
El .25 Remington fue usado primeramente en el Remington Modelo 8 y el Remington Modelo , así como en los rifles Standard Arms Model G y Model M de corta duración.